# Carlos Simon

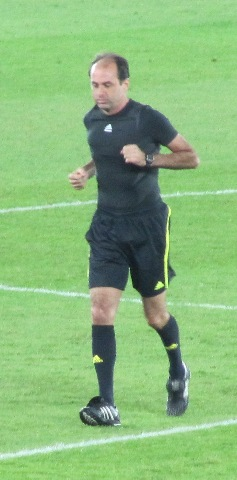
Carlos Simon voor een wedstrijd bij het WK 2009 in Abu Dhabi.

Carlos Eugênio Simon (Braga, 3 september 1965) is een Braziliaanse voetbalscheidsrechter, die ook internationaal actief is. Simon was een van de 21 scheidsrechters tijdens het WK in 2006 in Duitsland.
Simon fluit sinds 2002 op internationaal niveau in dienst van de FIFA en de CONMEBOL. Hij floot onder meer wedstrijden in de Copa Libertadores, op het WK voor clubs en het Wereldkampioenschap voetbal 2002, 2006 en 2010.

## Statistieken
| evenement                        | wed | Kreeg geel | Kreeg voor de tweede keer geel en dus rood | Weggestuurd |
| -------------------------------- | --- | ---------- | ------------------------------------------ | ----------- |
| WK voor clubs 2002               | 1   | 2          | 0                                          | 0           |
| Wereldkampioenschap voetbal 2002 | 2   | 10         | 0                                          | 0           |
| Copa Libertadores 2006           | 1   | 6          | 0                                          | 0           |
| CONMEBOL WK kwalificatie 2006    | 7   | 31         | 2                                          | 2           |
| Wereldkampioenschap voetbal 2006 | 3   | 14         | 1                                          | 0           |
| Totaal                           | 14  | 63         | 3                                          | 2           |

* Bijgewerkt tot 24 juni 2006 (bron: www.weltfussball.de)